# ルイジ・ディ・ボルボーネ＝ドゥエ・シチリエ (1838-1886)
ルイジ・ディ・ボルボーネ＝ドゥエ・シチリエ（イタリア語: Luigi di Borbone-Due Sicilie, 1838年8月1日 - 1886年7月8日）は、両シチリア王国の王族。フランチェスコ2世の最年長の異母弟にあたる。トラーニ伯（イタリア語: Conte di Trani）の儀礼称号で呼ばれた。

## 生涯
両シチリア王フェルディナンド2世とその2番目の妃のオーストリア大公女マリア・テレジアの間の第1子として生まれる。1859年に父王が死ぬと異母兄のフランチェスコが即位したが、フランチェスコ2世には子供がなかったためルイジが推定相続人となった。1861年2月12日、両シチリア王国はイタリア統一運動の指導者ジュゼッペ・ガリバルディ率いる千人隊に征服されて消滅した。同年6月5日、ルイジはバイエルン公マックス・ヨーゼフの四女マティルデと結婚した。マティルデの姉の一人マリーア・ソフィアがフランチェスコ2世に嫁いでおり、この縁組は両家間の二重結婚の一環だった。またマティルデのもう一人の姉エリーザベトはオーストリア皇后であった。マティルデとの結婚生活は失敗で、ルイジはアルコールに安らぎを求め、マティルデは大勢の姉妹たちの元を転々とする生活を送った。
ルイジの死については、その時期も死因も諸説がある。アルコール依存症となり、人生に絶望した彼は1878年にチューリヒ近郊のツーク湖で入水自殺した、という説もある。また、1886年に病気のためパリで死んだとする説もある。自殺説を採る人々は、「自殺者の埋葬を許さないカトリック教会に考慮して自殺の事実が隠蔽された」と主張する。またルイジの自殺の事実が明るみに出れば、オーストリア皇帝フランツ・ヨーゼフ1世の義弟の自殺として大きなスキャンダルになったためと考えられる。

## 子女
マティルデとの間に1女を儲けた。
- マリーア・テレーザ（1867年 - 1909年） - 1889年、ホーエンツォレルン侯ヴィルヘルムと結婚